# Тангар пуерто-риканський
Тангар пуерто-риканський (Nesospingus speculiferus) — вид горобцеподібних птахів монотипової родини Nesospingidae. Традиційно вид відносили до родини саякових (Thraupidae), проте на основі генетичних та морфологічних досліджень вид виокремили у власну родину.

## Поширення
Ендемік Пуерто-Рико. Вид поширений у гірських лісах та рідколіссях на висоті 200—1200 м над рівнем моря.

## Опис
Невеликий птах завдовжки 18-20 см та вагою 36 г. Тіло оливково-коричневе з блідо-сірим черевом та білим горлом. На крилах є біла пляма. Верх голови темний. Верхня частина дзьоба самців темно-коричнева, нижня — біла. У самиць дзьоб повністю темно-коричневий.